# Мария Елеонора фон Юлих-Клеве-Берг
Мария Елеонора фон Юлих-Клеве-Берг (на немски: Marie Eleonore von Jülich-Kleve-Berg, * 16 юни 1550 в Клеве, † 1 юни 1608 в Кьонигсберг) е принцеса от Юлих-Клеве-Берг и чрез женитба херцогиня на Прусия.
Тя е най-възрастната дъщеря на херцог Вилхелм Богатия от Юлих-Клеве-Берг (1516–1592) и втората му съпруга ерцхерцогиня Мария Австрийска (1531–1581), дъщеря на император Фердинанд I.
На 14 октомври 1573 г. Мария Елеонора се омъжва за херцог Албрехт Фридрих от Прусия (1553–1618) от род Хоенцолерн. Двамата имат седем деца:
- Анна (1576–1625), ∞ 1594 курфюрст Йохан Зигизмунд от Бранденбург (1572–1619)
- Мария (1579–1649), ∞ 1604 маркграф Христиан от Бранденбург-Байройт (1581–1655)
- Албрехт Фридрих (*/† 1580)
- София (1582–1610), ∞ 1609 херцог Вилхелм Кетлер от Курландия (1574–1640)
- Елеонора (1583–1607), ∞ 1603 курфюрст Йоахим Фридрих от Бранденбург (1546–1608)
- Вилхелм Фридрих (1585–1586)
- Магдалена Сибила (1586–1659), ∞ 1607 курфюрст Йохан Георг I от Саксония (1585–1656)